# The Hit List
The Hit List ist ein US-amerikanischer Kriminalfilm des Regisseurs William Kaufman aus dem Jahr 2011 mit Cuba Gooding junior, Jonathan LaPaglia und Cole Hauser in den Hauptrollen.

## Handlung
Ein schlechter Tag für den Ingenieur Allan Campbell aus Spokane, alles läuft schief. Sein mexikanischer Gläubiger Dom Estacado hatte ihm schon ein Veilchen verpassen lassen und bedroht ihn weiter. Bei der erhofften Beförderung wird sein Arbeitskollege Brian Felzner bevorzugt. Beim Nachhausekommen ertappt er seine Frau Sydney mit seinem besten Freund Mike Dodd beim Fremdgehen.
Er landet in einer Bar und spült seinen Ärger und seine Frustration mit etlichen Drinks herunter. Am Tresen kommt er mit dem Afroamerikaner Jonas ins Gespräch, der versucht, ihn wieder aufzubauen. Jonas fragt ihn, wie er seinen Frust am liebsten abbauen würde und erzählt ihm seinerseits, er sei Auftragskiller. Allan, schon ziemlich betrunken, glaubt ihm kein Wort und ist sichtlich amüsiert darüber. Jonas bittet ihn, fünf Namen aufsteigend nach Wichtigkeit aufzuschreiben. Er notiert die Liste (englisch: Hit List; deutsch: Todesliste) auf eine Serviette:
1. seine Frau Sydney
2. sein bester Freund Mike
3. sein Gläubiger Dom
4. sein Arbeitskollege Brian
5. sein Chef

Er geht aufs Klo und als er zurückkommt, ist Jonas verschwunden.
Sturzbetrunken übernachtet er in seinem Auto. Als er morgens ins Büro kommt, erfährt er vom nächtlichen Mord an seinem Chef. Schlagartig wird ihm klar, dass es Jonas ernst gemeint hat.
Allan beschließt, die anderen Opfer seiner Liste zu warnen. Die weitere Filmhandlung erzählt vom Ge- oder Misslingen dieser Bemühungen und den zunächst zweifelnden, dann immer verzweifelteren Aktionen der Polizei unter Detective Neil McKay. Dem Genre gemäß endet der Film in einem Shootout zwischen  Allan und Jonas, das der „Gute“ für sich entscheidet.

## Hintergrund

### Drehorte
Der Film wurde im Frühjahr 2010 in Spokane, Washington und in Los Angeles, Kalifornien gedreht.

### Fehler im Film (Script/Continuity)
- Als Allan zu Brian ins „Rosen-Building“ unterwegs ist, biegt er an einer Kreuzung ab und fährt hinter einem schwarzen Honda. Nachdem die Kamera dann die Außensituation zeigt, folgt er einem weißen Truck.
- Allans Veilchen hat in verschiedenen Szenen unterschiedliche Farben und Größen.
- In der Schlussszene, wenn Allan seine verletzte Frau trägt, ist sein Hemd völlig blutverschmiert. Als er sie später in den Krankenwagen begleitet, ist die Rückseite des Hemdes sauber.
- Der Beamte des Streifenwagens, der Mike abholen soll, überprüft über den Bordcomputer dessen Personalien. Seine Hemdsärmel sind aufgerollt. Als er in der nächsten Szene aussteigt, sind die Ärmel nicht mehr aufgerollt.
- Als Allan die Hit List auf die Serviette schreibt, steht sein Glas in verschiedenen Aufnahmewinkelnan an verschiedenen Stellen.
- Nachdem Jonas Brian in einer Einbahnstraße überfahren hat, steht die Ampel nicht in der angegebenen Verkehrsrichtung.
- In einer Bar fragt Allan nach einem größeren Glas. Der Barkeeper behauptet, dass er keine größeren Gläser habe. Im Hintergrund trinkt jedoch Jonas aus einem deutlich größeren Glas sein Wasser.
- Allan schüttet Kaffee über sein Hemd. Die nächste Szene zeigt ihn jedoch mit einem getrockneten Fleck, mit dunklen Rändern und ohne Transparenz.[3]

### Sonstiges
- Der Film wurde mit einem Budget von sechs Millionen US-Dollar gedreht.
- Ursprünglich war Christian Slater, er spielte schon in „Lies & Illusions“ und „Sacrifice – Tag der Abrechnung“ an der Seite von Cuba Gooding junior, für die Rolle des Allan Campbell vorgesehen.
- Die Polizei von Spokane verweigerte ihre Mitarbeit an dem Film, weil dieser Gewalt gegenüber der Polizei zeigt. Grund dafür war das „Lakewood, Washington Police Officer Shooting“, das zwei Monate zuvor stattfand und bei dem vier Beamte ermordet wurden.

## Soundtrack
- „Honky Tonk Barstool“, geschrieben von Zach Selwyn, aufgeführt von Zachariah and the Lobos Riders, Papago Records
- „47 Ways To Die“, geschrieben von Steve Blaze, aufgeführt von Lillian Axe, vom Album „Deep Red Shadows“
- „One More Time“, geschrieben von John Riven, aufgeführt von John Riven